# Eoanthidium turnericum
Eoanthidium turnericum là một loài Hymenoptera trong họ Megachilidae. Loài này được Mavromoustakis mô tả khoa học năm 1934.